# Dino Attanasio
Pour les articles homonymes, voir Attanasio.
Dino Attanasio, de son vrai nom Edoardo Attanasio, né le 8 mai 1925 à Milan, est un auteur de bande dessinée italien naturalisé belge, appartenant à l'école franco-belge. Connu pour la création graphique de Bob Morane, cocréateur de Signor Spaghetti et repreneur de Modeste et Pompon. Il est l'un des doyens des dessinateurs belges.

## Biographie

### Jeunesse
Edoardo Attanasio naît le 8 mai 1925 à Milan. Deuxième enfant du musicien Savino Attanasio — un violoniste spécialisé dans les instruments à cordes et spécialement la mandoline — Edoardo Attanasio évolue dès son plus jeune âge dans le milieu artistique. À l'âge de treize ans, en compagnie de son frère aîné Gianni, il monte sur scène aux côtés de son père. Les deux frères forment rapidement un duo de guitaristes et se produisent dans divers restaurants et théâtres de Milan, sous le nom d'Attanasio Brothers. Ils assurent également les transitions musicales de pièces de théâtre, ainsi qu'un intermède dans le film Ruy Blas de Jean Cocteau, avec Jean Marais, tourné en 1947, à Milan, pour certaines scènes.
Passionné par la musique et la gymnastique — il obtient, en Italie, le diplôme de moniteur et sera même qualifié pour les jeux olympiques de 1948 dans cette discipline — il n'en est pas moins attiré par le dessin depuis l'enfance, grâce à sa grand-mère maternelle, qui lui achète régulièrement des Fumetti, publications pour la jeunesse de l'époque. À dix ans, il dessine pour lui-même et ses camarades ses premières bandes dessinées, inspirées de Walt Disney, Milton Caniff (Terry et les pirates) , Alex Raymond (Flash Gordon), Lee Falk (Mandrake) et Chester Gould (Dick Tracy). Une fois adolescent — et tout en continuant à se produire en tant que guitariste avec son frère Gianni — il s'inscrit ensuite à l'Académie des beaux-arts de Milan, où il obtient le Ludi Juveniles, haute distinction dans le domaine de la peinture.

### Début de carrière
Edoardo Attanasio travaille, à partir de 1941, dans l'illustration, puis dans le dessin animé. Il participe à la réalisation de l'un des premiers longs métrages d'animation italiens, La Rose de Bagdad d'Anton Gino Domenighini (it). À la suite de cette expérience enrichissante, il se dirige vers la bande dessinée. En compagnie du futur dessinateur d'Akim : Augusto Pedrazza, qu'il rencontre à l'académie, il présente ses dessins à Mario Conte, alors directeur des éditions Edital, qui les engage tous les deux. Dès lors, sa présence dans les publications de Mario Conte, ainsi que celle de ses amis Roberto Renzi et Augusto Pedrazza, sera importante et ininterrompue jusqu'en 1948. Parfois accompagné au scénario par son frère Gianni, qui a fait des études littéraires à Venise, il publie chez Edital et d'autres éditeurs italiens de Fumetti plus d'une centaine d'illustrations et autant de planches de bande dessinée (Codino, Signora Coccode, Furio Mascherato, Sabu, Gianni e Pinotto , etc. ) faisant déjà preuve d'une grande capacité de production.

### En Belgique
En 1948, pour fuir l'atmosphère pesante de l'après guerre en Italie, il s'installe en Belgique avec son frère Gianni. Ils travaillent un temps pour la société de films publicitaires Publi-Ciné de Jean Coignon, tout en se produisant comme guitaristes dans les restaurants de la capitale. Dino réalise, pendant cette période, sa première couverture pour le journal Tintin (illustrant un conte de Jean Ray) et, après s'être présenté à André Fernez, aux Éditions du Lombard et lui avoir montré ses dessins. À la même époque il est présenté, lors d'une soirée, à Georges Troisfontaines, qui dirige alors la World Press, une société qui assure les éditions Dupuis contre les retards dans la fourniture des planches, notamment pour le Journal de Spirou. Engagé à la World Press, celui qui signe désormais Dino Attanasio rencontre et travaille alors avec les futurs grands de la bande dessinée franco-belge : Eddy Paape, Victor Hubinon, Jean Graton, Michel Tacq, René Follet, Albert Weinberg, Albert Uderzo, René Goscinny, Jean-Michel Charlier, etc. En 1950, ces deux derniers écrivent pour lui les scénarios d'une série qui est publiée dans La Libre junior : Fanfan et Polo (trois histoires sont dessinées par Dino, d'abord sur un scénario de Jean-Michel Charlier puis, pour les deux autres, sur des scénarios de René Goscinny). Lors de cette période , Dino Attanasio réalise, de surcroit, plusieurs récits historiques pour la revue  Petits Belges, quelques illustrations pour le journal Tintin et une vingtaine d'histoires de l’Oncle Paul pour Spirou.
En 1956, il dessine Pastis et Dynamite pour Line, sur un scénario de Michel Greg. À cette époque, Dino Attanasio alterne bandes dessinées humoristiques et réalistes. Il réalise tout aussi bien des illustrations pour des contes — notamment d'Yves Duval — dans le Journal de Tintin que les aventures de Signor Spaghetti, série humoristique créée avec René Goscinny en 1957. Pour l'hebdomadaire Femmes d'aujourd'hui, il adapte en bande dessinée le personnage de Bob Morane, d'après les romans publiés dans la collection « Marabout Junior » dont il illustre déjà les hors-textes depuis leur création en 1953 par Henri Vernes (les couvertures étant réalisées par Pierre Joubert). Il anime la série de 1959 à 1962, passant le flambeau à Gérald Forton. Enfin, toujours dans le journal Tintin, il reprend, sur les recommandations d'André Franquin, de 1961 à 1968, la série Modeste et Pompon, à la suite du départ du journal d’André Franquin. Il en dessine près de 500 gags.

### Dans la presse internationale
En 1968, Dino Attanasio quitte Le journal Tintin. Il publie Candida dans Ciné-Revue, assisté, pour les décors, par Marc Wasterlain. Il travaille alors avant tout pour les presses italiennes (créant Ambroise et Gino dans le Corriere dei Piccoli à partir de 1965) et flamande, notamment aux Pays-Bas (où il crée la série de gangsters Johnny Goodbye, avec Martin Lodewijk et Patty Klein, dans Pep puis  Eppo, enfin, la série les Macaroni's sur des scénarios de Dick Matena). Ces deux séries connaissent un beau succès aux Pays-Bas, totalisant à elles deux une trentaine d'histoires complètes de 44 planches, dont certaines sont encore inédites soit en français, soit en album, soit les deux.
De 1974 (dans le magazine Formule 1 et en album aux Éditions du Lombard) à 1986 (en album aux Archers), Dino Attanasio reprend Signor Spaghetti, sur des scénarios principalement de Lucien Meys et d'Yves Duval. Il collabore également un temps avec José-Louis Bocquet et Jean-Luc Fromental pour des histoires courtes de Spaghetti pour le magazine Rigolo.
En 1975, un éditeur iranien propose aux Éditions du Lombard de réaliser une bande dessinée biographique à la gloire du Chah d'Iran, Mohammad Reza Pahlavi, aux frais du gouvernement. Le projet est confié à Dino Attanasio. L'album est publié en 1976 en Iran sous le titre Aẓemat e bâzyâfteh (عظمت بازیافته - « La gloire retrouvée »),.
De 1979 à 1984, Dino Attanasio réalise plusieurs one shots aux Éditions Michel Deligne.
En 1991, il adapte, avec son fils Dino Alexandre, Le Décaméron de Boccace aux éditions Lefrancq.
En 1994, Dino Attanasio reprend, le temps d'un épisode, le dessin des aventures de Bob Morane, pour La Galère engloutie. 
Depuis le début des années 2000, Dino Attanasio fait l'objet d'un travail de réédition de la part d'éditeurs, comme Point Image (Carnets de route en 1999 et 2002) et Hibou / Loup, qui réédite, depuis 2002, nombre de ses histoires courtes parues dans Le journal Tintin, mais également les nombreux one shots réalisés par Dino Attanasio au cours de sa carrière, comme Huit chevaux en balade ou Jimmy Stone, sur un scénario d'André Fernez.
Depuis quelques années, le centre flamand de la bande dessinée [« Vlaamsstripcentrum »] édite périodiquement, en néerlandais, des inédits des séries Johnny Goodbye ou Ambroise et Gino de Dino Attanasio.
Une biographie de Dino Attanasio par l'écrivain Wilfried Salomé a paru en mai 2024, en collaboration avec son fils Dino Alexandre, aux Éditions Hibou. À cette occasion et pour les 99 ans de Dino Attanasio, un week-end en son hommage est organisé à Jette, en présence de l'auteur, de son biographe et d'autres auteurs.

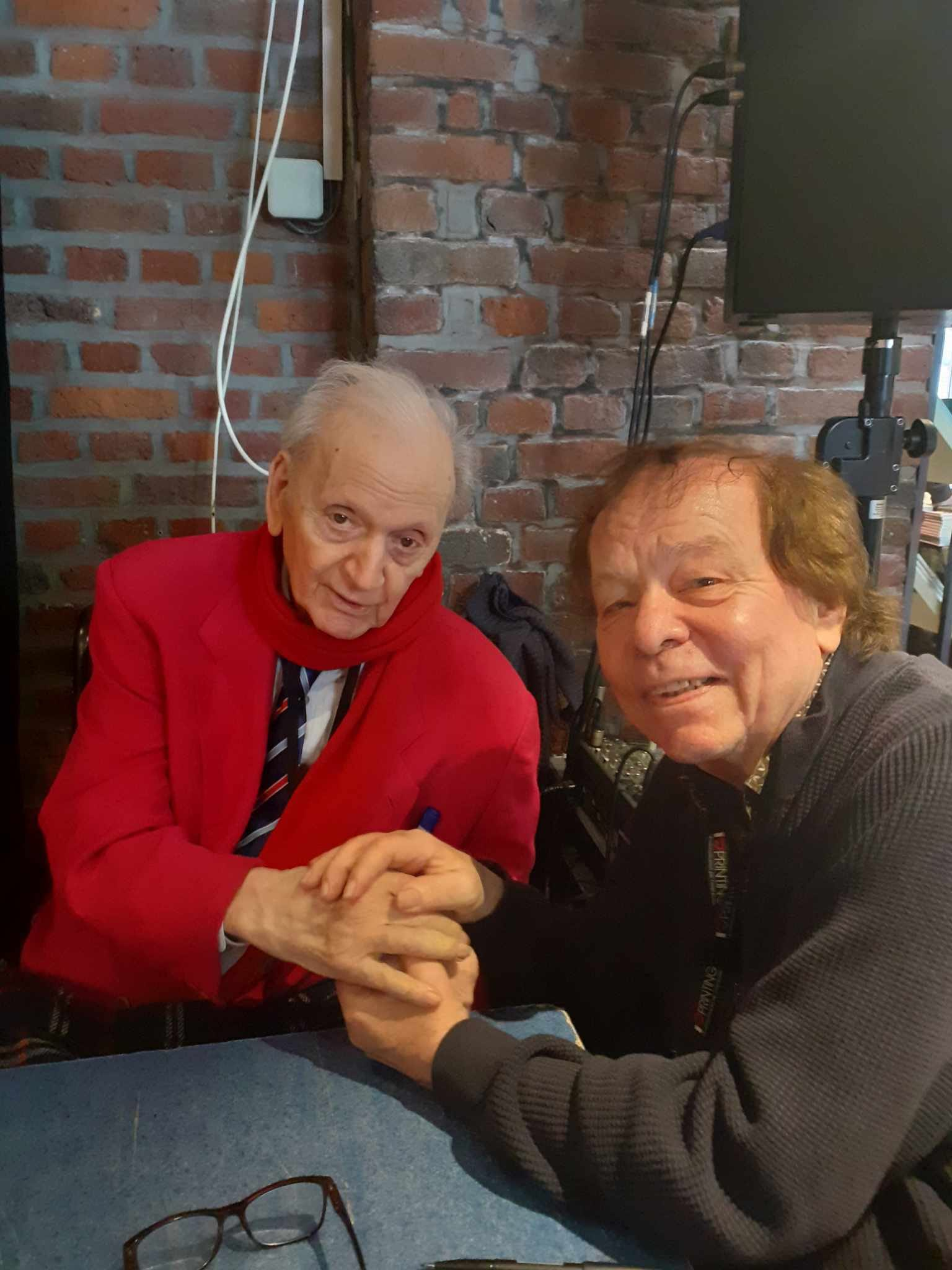
Dino Attanasio et François Walthéry, Courcelles, juin 2024

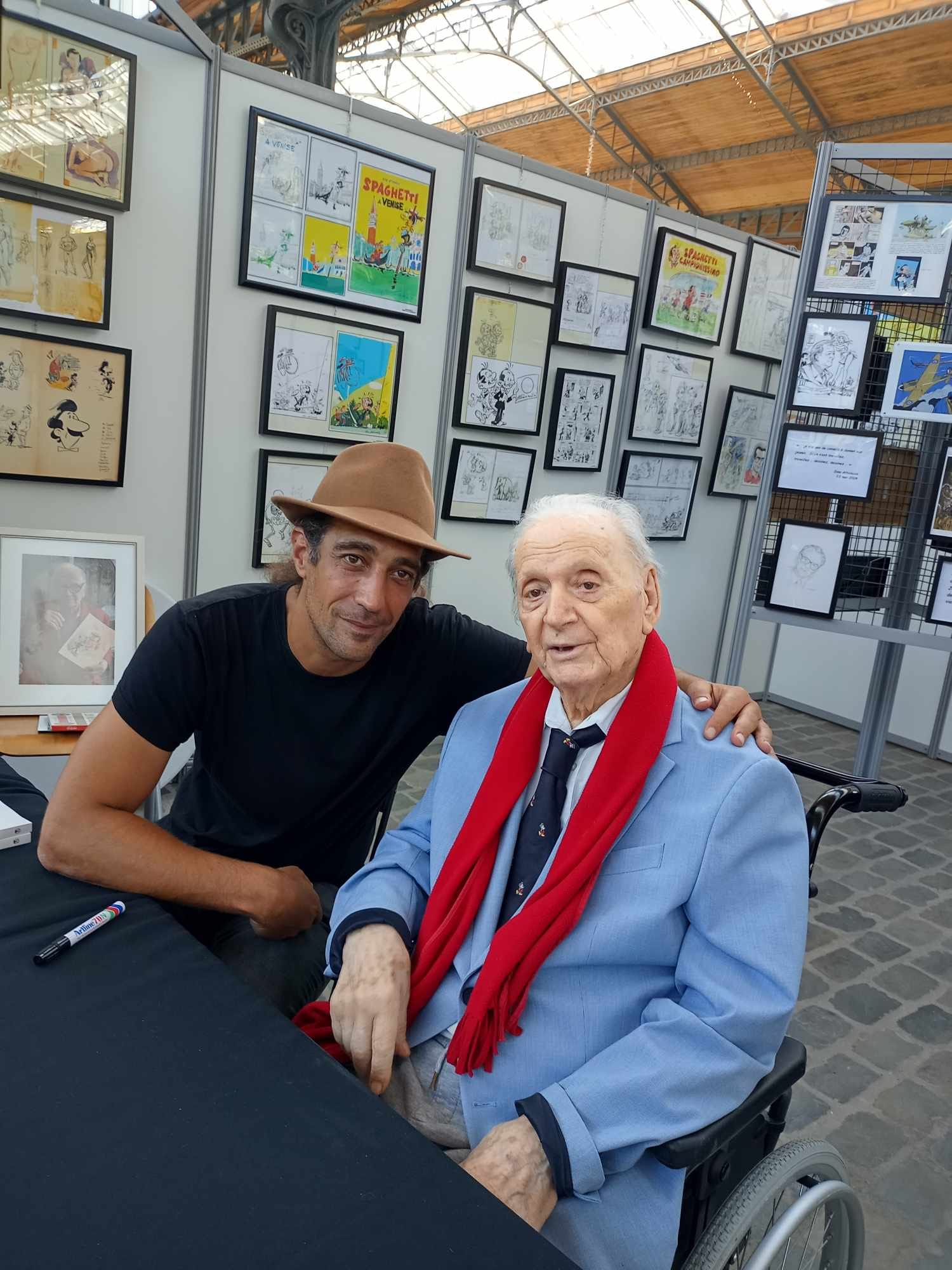
Dino Attanasio et Wilfried Salomé, Comicstrip festival de Bruxelles, septembre 2024

À la suite de la publication de cet ouvrage, Dino Attanasio est également mis à l'honneur lors du festival de bande dessinée de la ville de Courcelles en juin 2024, où une exposition rétrospective de son œuvre est organisée. À cette occasion il rencontre de nouveau son public et a l'occasion de revoir l'un de ses premiers assistants, l'auteur de bande dessinée Marc Wasterlain, ainsi que nombres de ses collègues auteurs, notamment François Walthéry. 

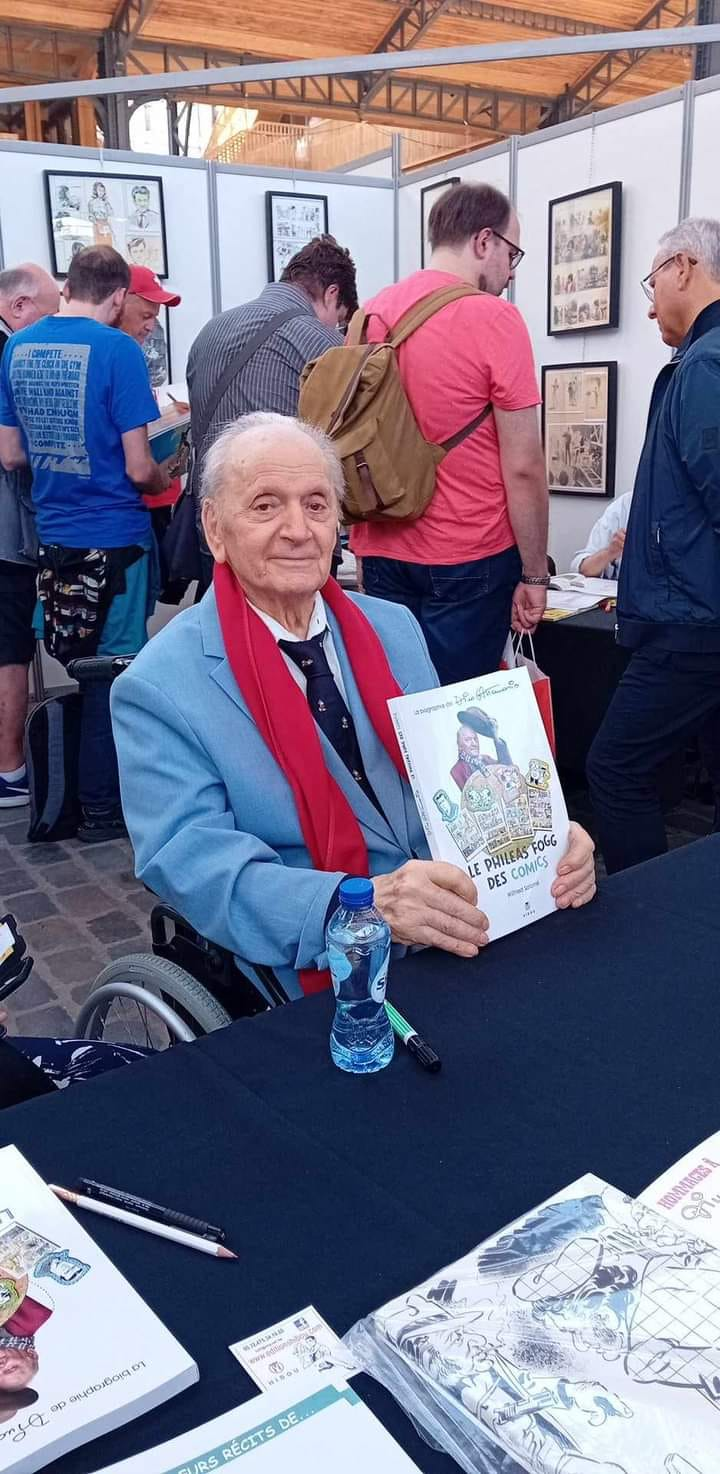
Dino Attanasio au Comicstrip festival de Bruxelles, septembre 2024

Cette exposition rétrospective se déplace ensuite au Comicstrip festival de Bruxelles de Tour et Taxis, sur le stand des Éditions Hibou du 6 au 8 septembre 2024, une nouvelle fois en présence de Dino Attanasio, de son biographe, sa famille et des auteurs Marc Wasterlain et André Benn.

### Assistants
Au cours de sa carrière, Attanasio est aidé par plusieurs assistants :
- Lucien Meys devient son assistant, tout d'abord dans Line, puis dans le journal de Tintin[18]. En 1954, il écrit le scénario de On a volé Valentine, prépublié dans Line, qui raconte les aventures d'une famille écureuil ; l'album paraît chez Hibou en 2012[19]. À partir de 1960, il écrit des gags pour les séries Spaghetti et surtout Modeste et Pompon, dont il scénarise tous les gags, jusqu'en 1968[20] ; il réalise par ailleurs les crayonnés et participe aux décors de ces séries, ainsi que ceux de la série Bob Morane. Pour le Corriere dei Piccoli, il écrit le scénario de Colonnello Squilla en 1966[21] à 1967[22].

- Mittéï exerce pour Dino Attanasio, avec L'Oiseau de feu, une aventure de Bob Morane (Marabout, 1960) et un court récit de Spaghetti dans Tintin[23].
- À partir de 1962, Pierre Seron, sur les séries Modeste et Pompon et Signor Spaghetti[24].
- En 1963, William Vance, qui est alors engagé sur la série Bob Morane pour réaliser les crayonnés ainsi que l'encrage des décors de l'épisode Le Collier de Civa[25].
- en 1972, Daniel Kox sur la série Signor Spaghetti[26].
- Marc Wasterlain, au début, chez Dino Attanasio, ne fait que des lettrages, des fonds de décor. Il travaille essentiellement sur Johnny Goodbye, pour la revue flamande Eppo et sur Gianni Flash, pour l’hebdomadaire italien Corriere dei Piccoli. Une fois les personnages posés, Marc Wasterlain rajoute les décors. Il fait des centaines de bleus de coloriage à la gouache, puis il l'assiste également sur la série Modeste et Pompon[27] et le one shot Candida.

### Vie privée
Le 2 février 1952, il épouse Joanna Walckiers. Le couple a deux enfants au cours de la décennie 1950, une fille et un garçon. Il réside depuis 2020 à Jette, au nord-ouest de Bruxelles.

## Œuvre

### Bandes dessinées

#### One shots
- Fanfan et Polo aviateurs, La Libre Belgique, 1951
Scénario : Jean-Michel Charlier - Dessin : Dino Attanasio
- Le Soleil des damnés : Opération Edelweiss, Michel Deligne, 1983
Scénario : Ed Engil - Dessin : Dino Attanasio
- Il était une fois dans l’oued : O.P.A. sur la Belgique, Michel Deligne, 1984
Scénario : Jacques Lambrexhe - Dessin : Dino Attanasio
- Attention ça chauffe !, Fondation nationale d'aide aux grands brûlés, Bruxelles, 1991
Scénario : Julien et Denis Lapière - Dessin : Dino Attanasio - Couleurs : quadrichromie,(OCLC 1400580262). L'album est traduit en néerlandais sous le titre : Pas op het brandt ![41].
- Boccace, le Décaméron, Claude Lefrancq, 1991
Scénario : Alexandre Attanasio - Dessin : Dino Attanasio
- Jimmy Stone : Dispositif guet-apens[42], Point Image, coll. « Monde cruel », Bruxelles, 1997
Scénario : André Fernez - Dessin : Dino Attanasio - Couleurs : noir et blanc -  (ISBN 2-930110-17-1),Réédition en couleur, Hibou, 2014  (ISBN 2-87453-046-8).
- BD Story : 6 graphinterviews par Dino Attanasio, Loup, 2002
Scénario et dessin : Dino Attanasio
- Candida fine-mouche, Miklo, 2006
Scénario : Yves Duval - Dessin : Dino Attanasio
- Fawcett, le naufragé de la forêt vierge, Éditions l'Âge d'Or, Charleroi, 2010
Scénario : Henri Vernes - Dessin : Dino Attanasio -  (ISBN 978-2-930556-03-1)
- Nic Perin : Huit chevaux en balade, Pan Pan, Bruxelles, août 2011
Scénario : André Fernez - Dessin et couleurs : Dino Attanasio -  (ISBN 978-2-930571-12-6)

#### Collectifs
- 35 ans du journal Tintin - 35 ans d'humour[43], Le Lombard, Bruxelles, septembre 1981
Scénario : collectif dont Mazel - Dessin : collectif dont Dino Attanasio - Couleurs : quadrichromieParticipation : Allons, allons!... un grain d'optimisme que diable, L'Histoire d'un scénario humoristique.
- L'Aventure du journal Tintin - 40 ans de bande dessinée[44], Le Lombard, Bruxelles, novembre 1986
Scénario et couleurs : collectif - Dessin : collectif dont Dino Attanasio -  (ISBN 2-8036-0574-0)
- Collectif dont Dino Attanasio, Pétition[45] : À la recherche d'Oesterheld et de tant d'autres !, Amnesty International - Belgique francophone ASBL Groupe 64, novembre 1986, 47 p., p. 1 strip)
- 6 Histoires bien portantes, Association contre le cancer, Bruxelles, 1993
Scénario : collectif dont Dino Alexander - Dessin : collectif dont Dino Attanasio - Couleurs : quadrichromie -  (ISBN 2-87247-010-7)Participation : Un gros problème - Scénario : Dino Alexander - Dessin : Dino Attanasio (5 planches).
- Dessine-moi Arthaud[46] !, Les Amis de la Librairie Arthaud, Grenoble, août 2013
Scénario : collectif - Dessin : collectif dont Dino Attanasio - Couleurs : quadrichromie -  (ISBN 978-2-9546068-0-4)

### Dessins animés
Dans les années 1960, quatre courts métrages de Spaghetti ont été réalisés
- Spaghetti à la romaine[47]
- Spaghetti et la pizza redoutable
- Spaghetti à Hollywood
- Spaghetti Circus.

### Expositions

#### Expositions individuelles
- Dino Attanasio, 60 ans de BD, Galerie « Les Dessous du Dessin », Bruxelles, du 8 au 30 juillet 2006[48].

#### Expositions collectives
- Exposition Hommage à Jijé avec la couverture de Don Bosco à la Maison de la Bande Dessinée du 10 novembre 2010 au 8 avril 2011[49].

### Collections publiques
43 œuvres de cet artiste sont conservées au Centre belge de la bande dessinée et font partie du patrimoine mobilier de la région Bruxelles-Capitale.

## Réception

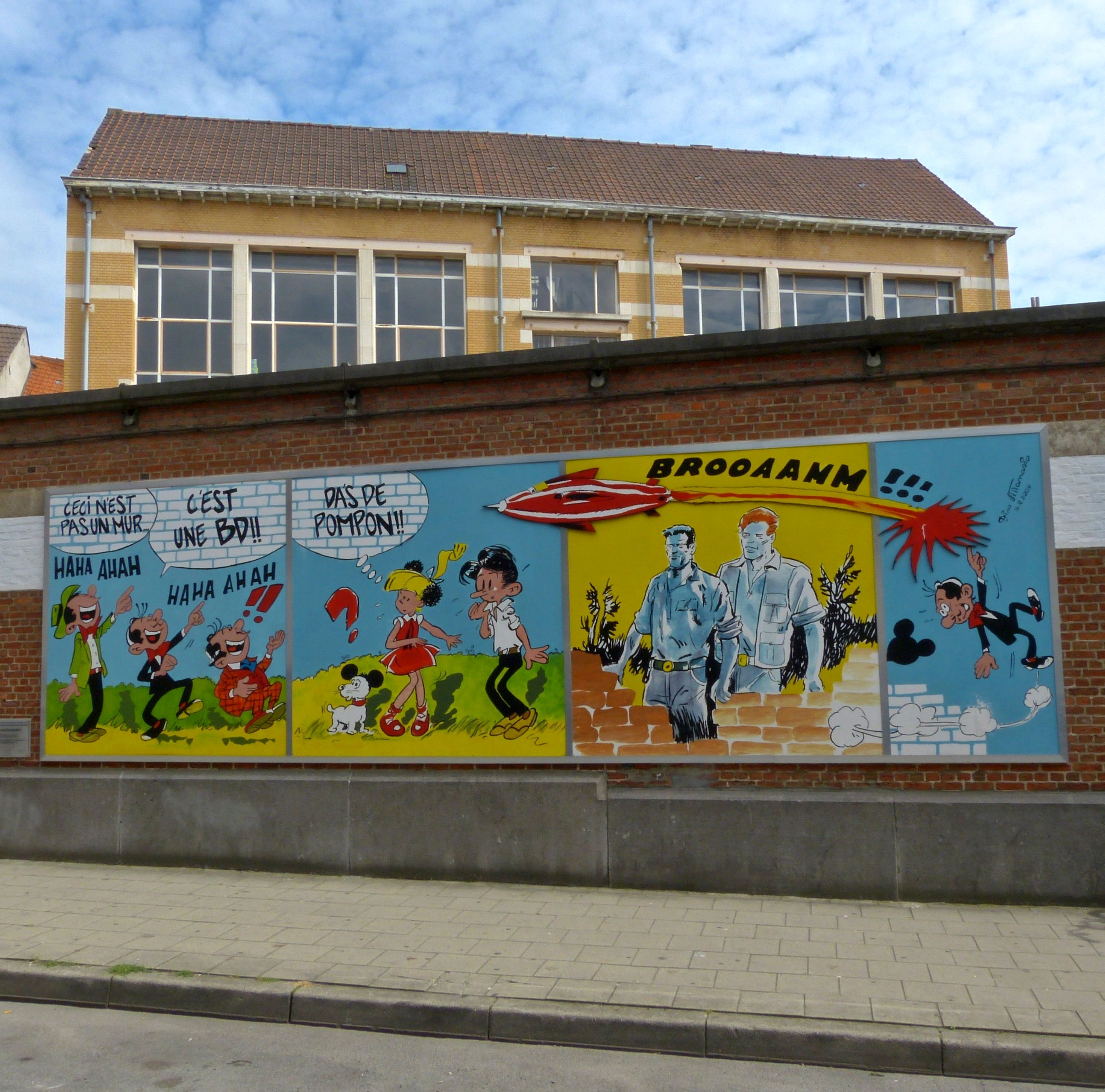
Fresque murale du parcours BD de Bruxelles.

### Prix
- 1985 :  Crayon d'or décerné par la CANAB[51],[52].

### Reconnaissance
Le 16 décembre 2009, une fresque murale située rue Van Bergen à Koekelberg constituée de quatre panneaux représentant les personnages emblématiques de Dino Attanasio est inaugurée. Elle fait partie du parcours BD de Bruxelles.  

#### Livres
: document utilisé comme source pour la rédaction de cet article.
- Jean Van Hamme, Introduction à la bande dessinée belge, Bruxelles, Bibliothèque royale de Belgique, 1968, 80 p., ill. ; 26 cm (lire en ligne), p. 1[catalogue] publié à l'occasion de l'exposition La bande dessinée en Belgique, Bibliothèque Albert Ier, [Bruxelles], du 29 juin au 25 août 1968.
- Jean-Louis Lechat, Un demi-siècle d’aventures t. 2 : 1970 - 1996, Bruxelles, Le Lombard, 5 décembre 1996, 224 p., ill. ; 31 cm (ISBN 280361233X, OCLC 37995939, BNF 37539082, présentation en ligne), p. 45, 59, 98.
- Jacques Fiérain, « Attanasio, Dino », dans La BD à Bruxelles et en Brabant, Charleroi, Éd. l'Âge d'or, avril 2003, 144 p., ill. ; 31 cm (ISBN 9782960119664 et 2960119665, OCLC 470388171, présentation en ligne), p. 4
- Patrick Gaumer et Claude Moliterni, Dino Attanasio, Larousse, 2004, p. 37.
- Alain De Kuyssche et Denis Coulon (préf. Charles Picqué), Dino Attanasio - 60 ans de BD, Bruxelles, Miklo, 2006, 200 p., ill. ; 30 cm (ISBN 9782930234786 et 2-930234-78-4, OCLC 893725751, présentation en ligne).
- Patrick Gaumer, « Attanasio Dino », dans Dictionnaire mondial de la BD, Paris, Larousse, 2010, 953 p., ill. ; 27 cm (ISBN 978-2-0358-4331-9 et 2-0358-4331-6, OCLC 920924930, présentation en ligne), p. 39.
- Wilfried Salomé, La Biographie de Dino Attanasio : Le Phileas Fogg des Comics, Écaussinnes, Hibou, 31 mai 2024, 200 p., ill. ; 30 cm (ISBN 9782874531798, présentation en ligne).

#### Périodiques
- Dino Attanasio (interviewé par Frédéric Bosser), « Dino Attanasio, l'inoxydable », dBD, no 106,‎ septembre 2016, p. 50-52 (ISSN 1951-4050).
- Catherine Ernens, « Nos plus belles plumes | spécial 100 ans : Dino Attanasio un destin animé », Moustique,‎ 27 novembre 2024, p. 19

#### Articles
- Dino Attanasio (interviewé par Charles-Louis Detournay), « Collectors : Dino Attanasio : « J’ai illustré les toutes premières aventures de Bob Morane, en roman et en bande dessinée. » », ActuaBD,‎ 7 septembre 2019 (lire en ligne, consulté le 21 septembre 2024).

### Vidéographie
- Interview au sujet de Bob Morane.